# 徳島県立池田高等学校
徳島県立池田高等学校（とくしまけんりつ いけだこうとうがっこう）は、徳島県三好市池田町に所在する公立高等学校。略称は池高。

## 設置学科
- 全日制課程
  - 普通科
  - 探究科
- 定時制課程
  - 普通科

## 沿革
- 1922年 - 徳島県立池田中学校として創立。
- 1948年 - 学制改革により徳島県池田高等学校と改称、三名分校を設置。
- 1949年 - 男女共学化。また、高校三原則にはかり徳島県立三好農業高等学校と統合、同校から箸蔵分校を移管し佐馬地と西祖谷に分校を設置、さらに箸蔵昼間分教室を有する総合制池田高等学校として発足。
- 1950年
  - 3月29日 - 昭和天皇の戦後巡幸。校庭に三好郡奉迎場が設けられた[1]。
  - 西祖谷分校に東祖谷教室を設置。
- 1951年 - 西祖谷分校東祖谷教室と西祖谷分校をそれぞれ祖谷分校・祖谷分校西祖谷教室と改称。
- 1952年 - 全日制農業科が徳島県三好農林高等学校（現在の徳島県立池田高等学校三好校）として独立し同校へ箸蔵分校昼間分教室を移管。
- 1956年 - 徳島県立池田高等学校と改称。
- 1958年 - 三名分校を廃止。
- 1960年 - 佐馬地分校を廃止。
- 1963年 - 祖谷分校西祖谷教室を廃止。
- 1971年 - 三好市医師会准看護学院と技能連携教育を行う。
- 1999年 - 技能連携教育を廃止。
- 2005年 - 祖谷分校を廃止。
- 2017年 - 徳島県立辻高等学校と三好高等学校を統合（三好高校は再統合）。池田高等学校辻校・池田高等学校三好校と改称。

## 校歌
- 徳島県立池田高等学校校歌（作詞：合田公明、作曲：永井潔）[2]

JR四国の阿波池田駅では2022年から池田高等学校校歌が列車接近メロディに採用されている。

## 部活動
- 文化部 - 書道、美術など
- 体育部 - 硬式野球、ハンドボール、レスリング、剣道、弓道など

### 野球部
蔦文也元監督が率いる池田高校野球部は、春夏の甲子園大会で優勝3回、準優勝を2回した。全部員11人だけで戦い抜き準優勝を果たした「さわやかイレブン」や、「やまびこ打線」と呼ばれたその豪快な攻撃野球で、一躍有名になった。
1992年夏（第74回）以降は20年以上甲子園出場から遠ざかったが、2006年の春の県大会では準優勝、同年の秋季高校野球大会では、同じく県大会で準優勝を果たし（優勝は池田高校のやまびこ打線時代のライバルであり、同じ公立高校で、蔦の母校でもある徳島商業）、四国大会出場を決めるなど復活の兆しを見せた。
蔦の教え子だった岡田康志監督のもと、2013年の秋季四国大会で準優勝し、2014年春（第86回）に27年ぶり8回目の出場を果たした（2回戦敗退）。
なお、2017年に統合した2校のうち、辻校は統合後も分校扱いとして本校とは別に野球部が存続し、各種大会に出場している。

#### さわやかイレブン
1974年春（第46回）に出場した池田高校は、メンバーが11人という、どうにかゲームが出来る人数であった。
しかし大会では快進撃を続け、決勝戦で報徳学園に敗れたものの選抜準優勝を果たした。

#### やまびこ打線
監督の蔦は「芯を外れていても腕力が強ければ飛距離が伸びる」という、金属製バットの特性を生かすために、ウエイトトレーニングでひたすら部員の上半身を鍛え上げた。
こうして、緻密なプレーはせずにとにかく打ちまくるという強打の「やまびこ打線」を生み出した。1982年夏（第64回）では畠山準、水野雄仁を擁し、チーム6戦85安打という当時の大会新記録を見事に打ち立てた。特にラストバッターの山口博史は2回戦・3回戦と2試合連続で本塁打を放ち「恐怖の9番打者」と恐れられ、切れ目のない打線の象徴となった。
準々決勝の早稲田実業戦では、のちにプロでも活躍したエース荒木大輔と石井丈裕の両投手から、大量14点を奪い圧勝。更に決勝戦では「コツコツ点を取って守り切る」という従来の甲子園戦法の代表のような広島商業相手に初回から猛打で圧倒し、12-2で勝利した。
金属バットは、打力を全面に押し出した方が有利といち早く気付き、徹底して実践した蔦元監督の先見の明は、その後の高校野球に大きな影響を与えた。帝京高校の前田三夫監督や、智弁和歌山高校の高嶋仁監督などが以後、この蔦元監督の池田野球に大きな影響を受けている。

#### 高校野球の歴史を変えたチームに対し、日本中から高まる「史上初の夏春夏連覇」への期待と過熱する取材合戦
池田高校野球部は、1982年夏の甲子園の準々決勝の早稲田実業戦（14対2で勝利）、決勝戦の広島商業戦（12対2で勝利）で開花し遂に初優勝（徳島県勢としても夏初優勝）を実現した。これらの結果は後に「甲子園の歴史を変えた試合」「高校野球の歴史を変えたチーム」と呼ばれた。
翌年の1983年春の選抜大会でも池田高校の打棒は猛威を振るい、横綱野球と言えるほどの順当勝ちを収め選抜優勝を飾った。（1回戦　対帝京　11対0、二回戦　対岐阜第一　10対1、準々決勝　対大社　8対0、準決勝　対明徳　2対1、決勝戦　横浜商業　3対0）
打撃重視の池田高校の戦術は「やまびこ打線」の愛称の他には「超攻撃野球、パワー野球」と呼ばれ、それまでの甲子園野球のセオリーである「少ないチャンス（出塁）をバントで進め、スクイズでコツコツ得点し、守り切って勝つ」を覆すものであった。
大都会を離れた地方の県、それも人里離れた山奥の公立高校の純朴な地元選手たちが、方言丸出し（徳島弁）の蔦監督に鍛えられ、広い甲子園球場で金属バットをフルスイングして何人もダイヤモンドを駆け巡る様は、「のびのび野球」と呼ばれ、日本中から注目されることとなった。
（夏春連覇を遂げた水野雄仁投手（高校卒業後に読売巨人軍ドラフト一位入団）は、後年、高野連の人から「甲子園で人気の出るチームは、田舎（地方）の公立高校で、名物監督がいて、そして強い高校だ」と聞かされ、「それって全部池田高校に当てはまることじゃないですか」と言ったという）
　人気、実力ともそろった池田高校には史上初の「夏春夏連覇」の期待がかかり、マスコミを通じて日本中の注目があつまった。春の選抜を制覇した後はマスコミ陣の取材が最高潮となり一般紙・スポーツ紙・野球雑誌の記者、NHK、四国放送（徳島県内唯一の民放TV局・NTV系））、日本テレビ、東京のTBSの密着取材の他、セブンティーン（女子中高生向け雑誌）などの記者も取材した。甲子園ギャルの注目の的は昨年までの早実および荒木大輔から池田ナインに完全に変わった。ダイスケギャル、早実ギャルが荒木大輔や早実グラウンドに押し寄せたように、池田のグラウンドや試合会場には少女たちが群がり、中には野球部の寮にまで押しかける者もいた。
また1983年春の選抜大会では、宿舎、甲子園間（徒歩であれば4,5分の道のり）の移動時に多い時は400人から500人の少女ファンが押し寄せるため、（前年までの早実と同様に）混乱を避けるためにバスに乗って移動せざるを得なくなった。
マスコミ関係者ばかりか、池田町を訪れる観光客も急増した。池田町の名を全国津々浦々に広め、観光客増加に最も貢献したのが池田高校だった。バス会社は観光コースに池田高校を組み入れ、グラウンドを眺めることができる校門付近に観光バスが停車するようになった。
1983年4月から7月はマスコミの取材攻勢は熾烈を極め、NHKに至っては地元のNHK徳島放送局が池田高校の取材の為に池田町に臨時支局まで作って職員を常駐させるほどの力の入れようであった。これを見た在京、在阪のテレビ局のクルーも池田町に民家を借り切って取材合戦を始めた。
これらTV局による取材はその年の夏の甲子園大会時期に特番として全国放送された。放送局、番組名は以下の通りである。
放送局（および協力会社）　放送日　放送時間　番組名　副題　内容
NHK　1983年（昭和58年）7月1日　20時00分　NHK特集「池田高校野球部」　池田高校野球部の強さの秘密　個性を伸ばす蔦野球とは？　
日本テレビ（協力　よみうりテレビ・四国放送）　1983年（昭和58年）7月29日　22時00分　Nationalドキュメンタリー劇場　甲子園・V3をとるんじゃ！蔦監督と池田高校の6ヵ月　これが地獄の特訓！蔦野球の秘密公開
TBS（協力　毎日放送・四国放送）　1983年（昭和58年）8月17日　21時00分　日立テレビシティ　「スターはいらん！　池田高校V3への道のり」やるぞ三連覇！池高ナインの強さの秘密5カ月間密着取材！
上記の特番のうち、1，2本目は甲子園大会開始前の放送であるが、3本目のTBSでの特番は8月17日の放送であり甲子園大会の真っ最中である。放送日当日は池田高校は夏の甲子園で対広島商業戦を行なっており、そんな最中にこのような番組が放送されること自体、異常人気を示すものである。

#### KKコンビとの対決
池田高校は1983年春（第55回）でも優勝し、同年夏（第65回）では史上初の「夏春夏3連覇」を達成するかが注目されていた。その準決勝で、この当時まだ1年生でノーマークだった桑田真澄・清原和博の「KKコンビ」を擁するPL学園と顔を合わせた。相手ピッチャー・桑田の活躍で思い通りのバッティングが出来ず0－7の完封負けを喫した。
また、この試合でのPL学園は、池田の「やまびこ打線」のお株を奪うかのように、7番以降の下位打者3人（うち1人は8番桑田）がそれぞれ一発を放ったのだった。なおPL学園は、この夏の甲子園（第65回大会）の優勝校となった。

#### 甲子園の主役たちのバトンリレー
これらのとおり、「甲子園のアイドル・甲子園5季連続出場の悲運のエース　早実の荒木大輔」から「蔦監督とのびのび野球の池田高校」そして「PL学園一年生KKコンビ（桑田清原）」と、1982年から1983年までの甲子園の主役たちのバトンリレーがおこなわれた。池田高校で夏春連覇達成、V3は逃した水野雄仁投手はのちに雑誌の取材で以下のように答えている。
「あの夏はとにかく暑くて、PL戦はもうバテ気味。あらためて映像を見ると、打たれてもしょうがない内容でした。でも、その後にKKコンビが高校野球の頂点を極めたわけですから。荒木さんから受け継いだバトンを次に託せたというか、最高の舞台で最高のチームに負けたんじゃないかなって。野球の神様も粋なことしますよね。その証拠に、40年ほど経った今もこうして取材してもらえる。ありがたいですよ」（あゝ夏の甲子園　昭和40年代男増刊　株式会社ヘリテージ)

#### 甲子園での成績
全国高等学校野球選手権大会 (徳島県勢)及び選抜高等学校野球大会 (徳島県勢)を参照。

### その他の部活動
- 弓道部 - 第35回全国高等学校弓道選抜大会に女子団体が出場した。

## 著名な出身者
- 檜與平 - 旧陸軍パイロット（元加藤隼戦闘隊）
- 竹葉多重子 - クレー射撃選手
- 武市恭信 - 元徳島県知事
- 大田正 - 前徳島県知事
- 亀長友義 - 元参議院議員（自由民主党）、元農林事務次官
- 大西満 - 釣り師
- 黒川征一 - 三好市長
- 松浦敬治 - 東みよし町長
- 橋本基弘 - 憲法学者、中央大学法学部教授
- 蔵文男 - 元プロ野球選手
- 畠山準 - 元プロ野球選手、野球解説者
- 水野雄仁 - 元プロ野球選手・コーチ、野球解説者
- 宮内仁一 - 元プロ野球選手
- 松村高明 - 元プロ野球選手
- 杉本尚文 - 元プロ野球選手
- 十川雄二 - 元プロ野球選手
- 白川恵翔 - プロ野球選手
- 岡田康志 - 高校野球指導者、野球部元監督
- 齊藤優 - ボートレーサー
- 今井ゆうぞう - 歌手、俳優、『おかあさんといっしょ』のうたのおにいさん
- 手塚一志 - パフォーマンスコーディネーター、スポーツ科学者
- 高橋篤史 - NHKアナウンサー
- 佐々木麻衣 - 元タレント、グラビアアイドル
- 蔦哲一朗 - 映画監督、蔦文也の孫

## 周辺環境
旧・池田町の中心部に池田高校が位置している。池田町は周囲を急峻な四国山地と讃岐山脈に囲まれた山間部の町である。阿波池田駅からは徒歩で約10分。付近には吉野川（池田ダム湖）が流れている。また敷地の横を国道32号（192号）とその旧道が走っている。